# 航路
航路（こうろ）は、船舶などが海上、河川、湖沼、運河などを航行するための通路。ただ実際には自然航路、人工航路、定期航路、国内航路、沿岸航路、水島航路のように極めて多義的に使用されており統一的な把握が難しい概念とされる。多義的な概念であることから、英語にもroute、waterway、fairway、passage、thoroughfare、track、laneなど、日本語の「航路」に訳されることがある用語が複数ある。

## 概要

### 航路の特性
道路や航空路など他の交通路と比較すると、道路が地上に一定の方向と幅をもって構築された構造物なのに対し、航路は水上の平面であって外見上の形態を持たない。また、道路は立体交差が可能なのに対し、航路の立体交差は不可能という違いもある。また、航空交通の航空路も海上交通の航路と同じく外形上の形態を持たないが、海上交通は平面的に移動を行う二次元的交通なのに対し、航空交通は立体的に移動する三次元的交通である。このほか道路交通に用いられる自動車は規格性に富み、航空交通に用いられる航空機にも構造に統一性があるが、海上交通に用いられる船舶は船種が多種多様で大小の差が大きいという違いもある。

### 航路の類型化
航路には外形上の形態がなく、海上交通の場合には物理的には海面そのものであり、観念的には平面的かつ多方向に無数の航路が存在することとなる。ただ、航路には安全性と経済性の二大属性があり、それぞれ自然的可航性と自然的経済性、交通的可航性と交通的経済性に分けることができ、この二つに着目すると航路は自然的航路と規制的航路に分けられる。
自然的航路
主に自然的可航性や自然的経済性に着目した概念で、地形的航路、経験的航路、資料的航路、代行的航路（推薦航路）などがこの意味を持つ。
規制的航路
自然的可航性を基盤に交通的な可航性や経済性に着目した概念で、自主規制航路、指導的航路、勧告航路、法定航路（規制航路）などがこの意味を持つ。
以上のように航路の概念は、単船から複数船の船舶交通での意味、具体的には自然的障害に対する安全性のみの意味から衝突危険に対する安全性、さらに通航量を効率的に流すことを考慮した意味に進化した。

### 法的意義との関係性
航路は法的意義との関係性では以下のように類型化されることがある。
ヒューリスティックな航路
海事関係者の間で発見的、経験的、慣例的に用いられる意味で、「インド航路」や「沿岸航路」などという場合がこれにあたる。社会通念上は航跡や航海そのものを指すことが多く、法的意義や行政的意義を持たない。
自主設定航路
社団法人等の団体が航行上の安全のために自主的に設定しているもの。法たる慣習に達しているか否か実質的な法的判断が必要とされ、船舶衝突事件の民事責任などで操船規範の遵守義務が問題となりうるとされる。
推薦航路
地形や潮流などを考慮して水路図誌の発行者が推薦する航路。
指導的航路
行政指導の形式で航行方法を指導勧告するもの。
法定航路
実定法上の個々の条文で定められた航路で法的効果あるいは法的拘束力を持つもの。

## 日本の法令上の航路

### 海上交通安全法における航路
船舶交通が輻輳(ふくそう)する海域における船舶交通について、特別の交通方法を定めるとともに、その危険を防止するための規制を行なうことにより、船舶交通の安全を図ることを目的とする海上交通安全法において、対象となる航路は、2021年（令和3年）6月2日時点で、11の海域における船舶の通路として定められている。

航路の海域は、同法第44条において、海上保安庁が刊行する海図に記載するものとされ、また、同法第45条において、航路を指定した経路を示すための指標となる航路標識を設置するものとされている。

### 港則法における航路
港内における船舶交通の安全及び港内の整とんを図ることを目的とする港則法の第11条及びその国土交通省令である港則法施行規則第8条において、船舶が、特定港に出入し、又は特定港を通過するときによらなければならない航路が定められている。定められている航路としては、2021年（令和3年）7月1日時点で、35の特定港における74の航路がある。

なお、港則法は交通警察に係る性格の強い法律であるが、別に述べる公物管理に係る性格の強い港湾法にも航路に関する規定があり、それぞれが定める航路の範囲は重複している場合が多い。

### 港湾法における航路

#### 航路
港湾の秩序ある整備と適正な運営を図るとともに、航路を開発し、及び保全することを目的とする港湾法の第2条第5項第1号において、航路は港湾区域等内における港湾施設のうち水域施設の一つとして定義されている。ここでは航路が港湾施設の一種であることから、港湾の建設の技術上の基準として、航路の幅員、水深、方向等に関する性能規定が省令や告示で詳細に定められている。

#### 開発保全航路
上記の航路とは別に同法第2条第8項で、港湾管理者が管理する港湾区域及び河川法に規定する河川区域以外の水域における船舶の交通を確保するため開発及び保全に関する工事を必要とする航路を、開発保全航路と定義している。具体的には下記の航路が政令により開発保全航路に指定されている。港湾法では、開発保全航路の開発・保全を国土交通大臣が行うとされており、実際の業務は国土交通省地方整備局の航路事務所または港湾・空港整備事務所が行っている。
- 中ノ瀬航路（東京湾）
- 浦賀水道航路（東京湾）
- 中山水道航路（伊勢湾）
- 備讃瀬戸北航路（瀬戸内海）
- 備讃瀬戸南航路（瀬戸内海）
- 鼻栗瀬戸航路（瀬戸内海）
- 来島海峡航路（瀬戸内海）
- 音戸瀬戸航路（瀬戸内海）
- 奥南航路（奥南運河、宇和海）
- 細木航路（細木運河、宇和海）
- 船越航路（船越運河、宇和海）
- 関門航路（関門海峡）
- 万関瀬戸航路（対馬）
- 蟐蛾ノ瀬戸航路（壱岐島）
- 平戸瀬戸航路（平戸瀬戸）
- 本渡瀬戸航路（天草諸島）

### 漁港漁場整備法における航路
漁港の整備及び維持管理を目的とする漁港漁場整備法の第3条第1号ハにおいて、漁港施設のうち水域施設の一つとして航路が定義されている。同法には漁港区域内の航路について、浚渫など工事に関する規定がある。